# Gezahegne Abera
Gezahegne Abera (Etya, 23 aprile 1978) è un maratoneta etiope, campione olimpico e mondiale della specialità.

## Biografia
La sua prima partecipazione internazionale fu la maratona di Los Angeles del 1999, che concluse al 4º posto dietro a tre kenioti. Questo gli valse un posto nella squadra etiope per i mondiali del 1999 in cui ottenne l'11º posto.
Sempre nel 1999 Abera vinse la sua prima maratona internazionale a Fukuoka (ripetendosi nel 2001 e nel 2002). Nel 2000 partecipò anche alla maratona di Boston classificandosi al 2º posto.
Abera vinse poi i Giochi olimpici di Sydney, precedendo il connazionale Tesfaye Tola e il keniota Erick Wainaina. Al 37º km Wainaina tentò l'allungo ma 2 km dopo Abera riuscì a raggiungerlo e a sorpassarlo, mantenendo la vetta fino al traguardo. A 22 anni, Abera risultò così essere il più giovane maratoneta nella storia ad aver vinto l'oro olimpico.
Nel 2001 Abera vinse i mondiali con un solo secondo di vantaggio sul keniota Simon Biwott, divenendo così il primo maratoneta nella storia a vincere Olimpiadi e mondiale di seguito.
Ai mondiali del 2003 Abera fu costretto ad abbandonare la corsa per infortunio, ciononostante fu selezionato per prendere parte ai Giochi olimpici di Atene 2004.
Anche la moglie Elfenesh Alemu è una maratoneta e ha partecipato ad Atene 2004.

## Palmarès
| Anno | Manifestazione  | Sede     | Evento   | Risultato | Prestazione | Note                                     |
| ---- | --------------- | -------- | -------- | --------- | ----------- | ---------------------------------------- |
| 1999 | Mondiali        | Siviglia | Maratona | 11º       | 2h16'42     |                                          |
| 2000 | Giochi olimpici | Sydney   | Maratona | Oro       | 2h10'11     |                                          |
| 2001 | Mondiali        | Edmonton | Maratona | Oro       | 2h12'42     | Miglior prestazione personale stagionale |

## Altre competizioni internazionali
1999
- Oro alla Maratona di Fukuoka ( Fukuoka) - 2h07'54"
- 8º alla Maratona di Losanna ( Losanna) - 2h18'01"
- 4º alla Los Angeles Marathon ( Los Angeles) - 2h13'59"

2000
- Argento alla Maratona di Boston ( Boston) - 2h09'47"
- 5º alla Maratona di Fukuoka ( Fukuoka) - 2h09'45"
- 5º alla Malmö Half Marathon ( Malmö) - 1h00'50"

2001
- 16º alla Maratona di Boston ( Boston) - 2h17'04"
- Oro alla Maratona di Fukuoka ( Fukuoka) - 2h09'25"
- 10º alla Mezza maratona di Lisbona ( Lisbona) - 1h04'31"
- 4º alla Great North Run ( Newcastle upon Tyne) - 1h02'52"

2002
- Oro alla Maratona di Fukuoka ( Fukuoka) - 2h09'13"

2003
- Oro alla Maratona di Londra ( Londra) - 2h07'56"
- Oro alla Hong Kong Half Marathon ( Hong Kong) - 1h07'55"

2005
- 18º alla Great South Run ( Portsmouth), 10 miglia - 50'15"